# Periodico bibliografico
I periodici bibliografici sono delle pubblicazioni periodiche nate con l'obiettivo di segnalare, recensire e illustrare le novità librarie. Essi, inoltre, comunicavano le principali novità e notizie del mondo scientifico ed erudito: risultati di esperimenti, scoperte, e relazioni di viaggi, osservazioni celesti o di altri fenomeni e aspetti naturali (insetti, piante, ecc…), nuove invenzioni, lettere, notizie di istituti accademici e culturali, elogi e scritti memorialistici di studiosi defunti.

## Storia

### Origini
Verosimilmente è poco noto, ma gli attuali periodici letterari e scientifici, e comunque le riviste di cultura derivano da uno strumento informativo che era nato nel secolo XVII con il proposito di ragguagliare intorno alle novità editoriali e librarie: ossia, in altre parole, hanno avuto origine da un periodico che aveva natura essenzialmente bibliografica.

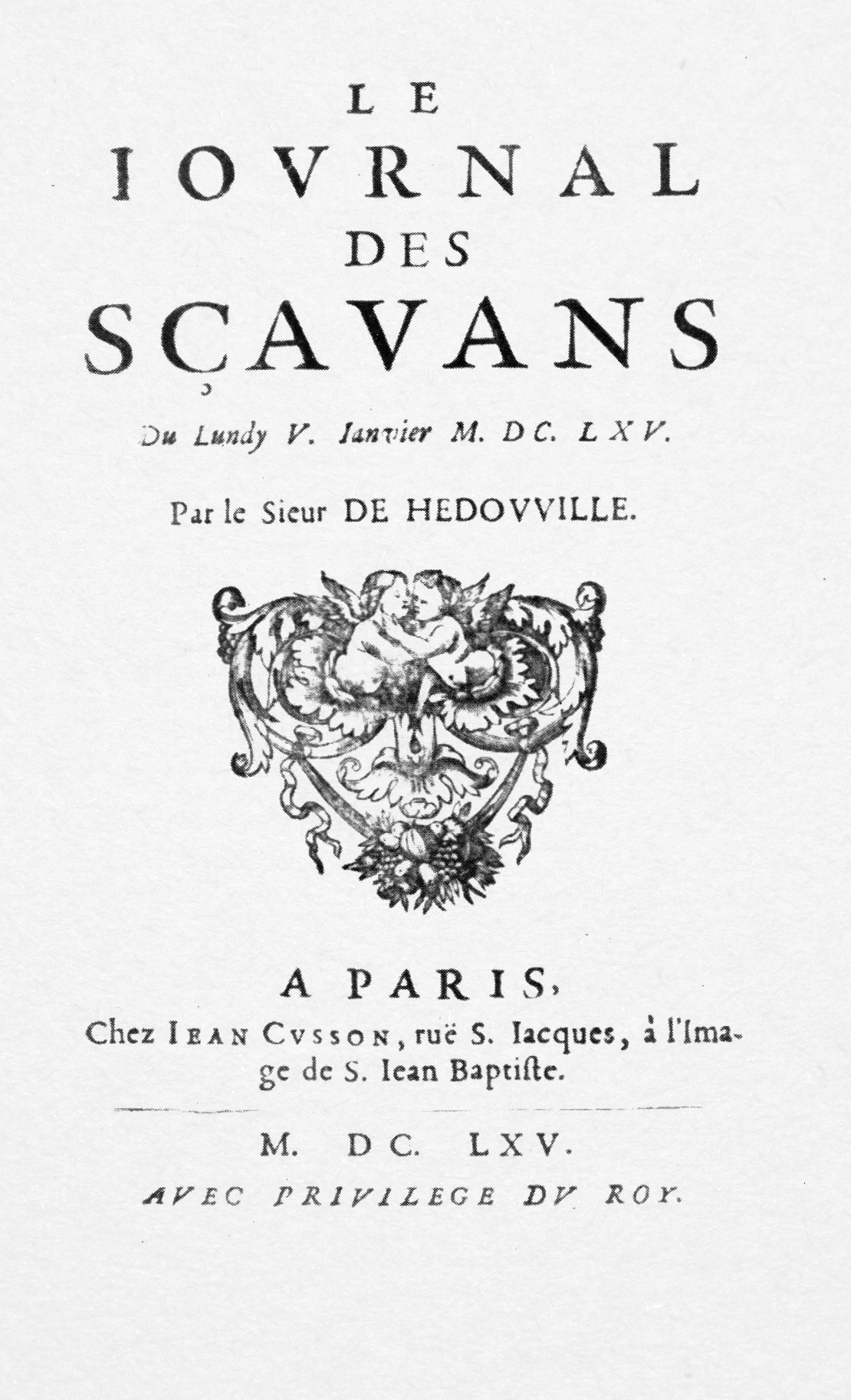
Frontespizio del Journal des Sçavans del 1665

Il primo esempio di periodico bibliografico si ha in Francia nel 1665 con il Journal des Sçavans. La rivista fu fondata da Denis de Sallo e il programma editoriale prevedeva:
- un catalogo dei libri recentemente stampati in Europa;
- elogi e scritti commemorativi, di taglio bio-bibliografico, di studiosi defunti;
- comunicazioni e segnalazioni di scoperte artistiche e scientifiche, di esperimenti di chimica e fisica, di osservazionid astronomiche e anatomiche;
- le principali decisioni prese dai tribunali secolari ed ecclesiastici e le novità in fatto di censura;
- segnalazione di tutto quello che poteva essere utile per i dotti ed eruditi del tempo.[3]

Il Journal aveva di fatto inaugurato un nuovo genere letterario dai tratti bibliografici. Il successo ottenuto portò alla nascita di altri periodici, vuoi come traduzione o imitazione di esso, vuoi semplicemente in analogia o in concorrenza.

### La diffusione in Italia

#### IlGiornale de' letteratidi Roma e i periodici del Seicento
La prima rivista bibliografica italiana fu pubblicata a Roma nel 1668 con il titolo di Giornale de’ letterati. Fondata da Francesco Nazari e Michelangelo Ricci sul modello della coeva esperienza francese, il periodico offriva estratti di libri, relazioni di esperimenti e osservazioni astronomiche, pubblicazioni di lettere, brevi articoli da altre riviste, come lo stesso Journal des Sçavans o le Philosophical Transactions - queste ultime pubblicate a Londra dalla Royal Society nel 1665. Il periodico romano, a partire dal 1675, si divise in due serie distinte: la prima proseguì fino al 1679 sotto la guida di Nazari, mentre l’altra terminò nel 1681 e fu diretta da Giovanni Giustino Ciampini.
Il grande seguito ottenuto dal Giornale di Nazari portò, negli anni successivi, alla diffusione di altre imprese che ad esso guardarono tanto per i contenuti trattati quanto per la scelta del titolo. A Venezia nel 1671 comparve il Giornale veneto de’ letterati, diretto da Pietro Moretti e segnato da un percorso editoriale discontinuo: interrottosi nel 1680, il periodico ricomparve nel 1687 per concludersi definitivamente nel 1690.
Dal 1686 al 1690, a Parma, Benedetto Bacchini e Gaudenzio Roberti collaborarono nella redazione di un altro Giornale de’ letterati; l’esperienza fu poi proseguita a Modena, dove furono pubblicate quattro annate (1692, 1693, 1696 e 1697). Al 1688 risale il Giornale de’ letterati di Rimini, in cui trovò coinvolgimento il presbitero Giuseppe Malatesta Garuffi. Tra la fine del Seicento e i primi anni del Settecento si collocano altre iniziative: la Galleria di Minerva di Girolamo Albrizzi; il Gran giornale de’ letterati e i Fasti del gran giornale letterario di Giovanni Pellegrino Dandi; il Genio de’ letterati del riminese Garuffi e di Giovanni Felice Dandi.

#### IlGiornale de’ letterati d’Italiae i periodici del Settecento
Il percorso della stampa periodica di carattere bibliografico vide in Venezia uno dei centri editoriali più importanti. Qui, nel 1710, su impulso di Apostolo Zeno, Scipione Maffei e Antonio Vallisnieri fu pubblicato il Giornale de’ letterati d’Italia. Il periodico, pubblicato fino al 1740, forniva lunghi estratti delle principali novità editoriali del periodo e riportava un’ampia gamma di notizie erudite. Le modalità attraverso le quali si dava conto della notitia librorum erano essenzialmente due. La prima consisteva in lunghi ed articolati estratti in cui si illustrava e si discuteva il contenuto di un'opera. Vi era poi la sezione delle "Novelle Letterarie" dove, di città in città, si segnalavano le principali pubblicazioni stampate, o in procinto di esserlo.

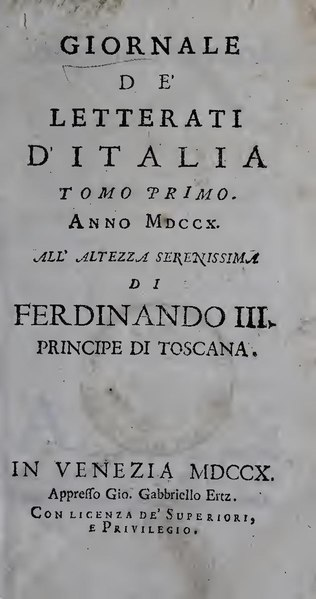
Frontespizio del Giornale de' letterati d'Italia (Tomo I, 1710)

L’esperienza del Giornale de’ letterati d’Italia stimolò la nascita di altre imprese che proseguirono il servizio dell'informazione e della comunicazione bibliografica. Tra le principali esperienze si ricordano le numerose iniziative editoriali veneziane di Angelo Calogerà: il Gran giornale d’Europa, la Storia letteraria di Europa, il Giornale de’ letterati d’Europa, la Raccolta di opuscoli scientifici e filologici, le Novelle della Repubblica delle lettere, le Memorie per servire all’istoria letteraria e le Novelle Letterarie.
A Firenze, a partire dal 1740, Giovanni Lami pubblicò le Novelle letterarie, mentre al 1742 risale il Giornale de’ letterati. Tra Modena, Venezia e Pesaro furono realizzate le imprese giornalistiche del gesuita Francesco Antonio Zaccaria, ovvero la Storia letteraria d’Italia, il Saggio critico della corrente letteratura straniera, la Biblioteca di varia letteratura straniera antica e moderna, gli Annali letterari d’Italia  e la Biblioteca antica e moderna di storia letteraria. Sempre a Modena, dopo un inizio collaborativo, Girolamo Tiraboschi compilò autonomamente il Nuovo Giornale de’ letterati d’Italia, comparso nella capitale estense tra il 1773 e il 1790.
Nel corso del Settecento il periodico bibliografico si affermò sempre più come strumento di aggiornamento e informazione continua sulle nuove pubblicazioni. Al tempo stesso, tuttavia, esso andò mutando le proprie sembianze: così, ad esempio, all’aggiornamento scientifico si affiancò anche una componente più critico-letteraria e ideologico-dottrinale. Marino Berengo, al riguardo, parla di giornali di tendenza che «nella Repubblica delle lettere hanno una loro precisa battaglia da combattere, e che nei libri via via annunziati vedono il protrarsi di quei temi e di quelle discussioni cui i loro redattori sono pienamente partecipi».

## Struttura
Come visto in precedenza, le funzioni prevalenti del periodico bibliografico sono due: la comunicazione bibliografica e l’aggiornamento scientifico-letterario.
Comunicazione bibliografica

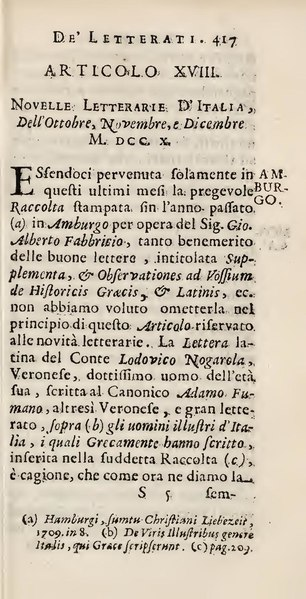
La sezione «Novelle letterarie» del Giornale de' letterati d'Italia (tomo IV,1710)

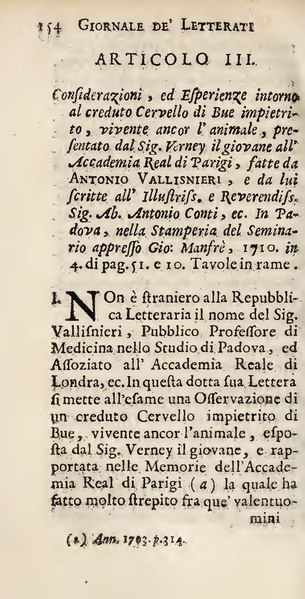
Esempio di estratto librario sotto forma di articolo di giornale. Giornale de' letterati d'Italia (tomo I,1710)

La prima attività si concretizzò per mezzo di due sezioni spesso separate: gli estratti e gli annunci editoriali: 
- L’estratto di libro prevedeva inizialmente la messa a fuoco dell’edizione trattata, attraverso l’indicazione dei suoi principali connotati bibliografici (titolo, autore, anno e luogo di pubblicazione, descrizione fisica, ecc.); successivamente se ne esponeva il contenuto attraverso un riassunto più o meno lungo;
- L’annuncio editoriale, spesso collocato nella sezione delle "Novelle" o "Novità letterarie", consisteva in brevi e sintetiche segnalazioni bibliografiche, disposte a testo continuo e suddivise le une dalle altre dal nome della città da cui provenivano.

Informazione di carattere scientifico-letterario
Essa si basava su una grande mole di comunicazioni di varia natura, relative a quanto di utile e d'interessante accadeva nel contesto erudito del tempo. Si trattava di notizie abbastanza recenti, apparse quasi sempre ab origine nel periodico, ovvero senza sfociare in una effettiva pubblicazione a stampa. I contenuti presenti all’interno di questa cerchia erano diversi: elogi di studiosi, descrizioni di eclissi e altri eventi celesti, notizie di scoperte archeologiche, dissertazioni epigrafiche e numismatiche, relazioni, studi e osservazioni di esperimenti e fenomeni naturali, notizie relative a istituti accademici e culturali, nuove scoperte ed invenzioni, lettere e curiosità di varia natura. 
Queste, dunque, le sembianze dei periodici bibliografici. Ma non le uniche. Infatti, nel corso del tempo si svilupparono altre modalità di trattazione dei contenuti e delle informazioni. Fu così che fece la sua comparsa, ad esempio, la recensione libraria, contraddistinta da un taglio più critico, personale e soggettivo. Durante gli anni venti del 1700 apparvero i primi giornali antologici, che offrivano ai propri lettori una selezione degli articoli e dei contributi più importanti provenienti dalle altre riviste, italiane e straniere. Infine, si ricordano quei periodici di impianto gazzettistico, dalla periodicità settimanale e in cui all’estratto si preferirono notizie bibliografiche più rapide e concise, ordinate topograficamente. Forme diverse di strumenti accomunati dallo stesso obiettivo: informare, aggiornare, comunicare, diffondere e far circolare le idee e il sapere.

## Contenuti
Il pubblico verso il quale le riviste bibliografiche si rivolgevano era quello dei letterati. 
Oggi il concetto di letterato è spesso utilizzato in senso oppositivo e disgiuntivo rispetto a quello di ‘scienziato’. Durante il 1600 e 1700, al contrario, questo lemma presentava un’ampia polivalenza semantica: oltre a designare coloro che coltivavano lo studio delle humane litterae, indicava anche chi si dedicava all’analisi e all’osservazione dei fenomeni naturali e più in generale agli studi scientifici. Letterato, in sostanza, era chiunque intraprendesse un percorso di studio, ricerca ed erudizione. 
I contenuti trattati dai periodici bibliografici dovevano necessariamente toccare più tematiche ed ambiti disciplinari, in linea con gli ampi interessi del pubblico colto del tempo. Scipione Maffei, non a caso, li definiva «diari universali», contrapponendoli a quelli particolari che invece si occupavano di singole materie/argomenti. Per meglio comprendere quanto detto basterà guardare l'indice delle materie di uno dei principali periodici italiani del Settecento, il Giornale de' letterati d'Italia.  Nel tomo XXV del 1716, infatti, compare un elenco di 16 classi: teologi, sacri e morali, matematici e geografi, medici, legali, storici sacri, storici profani, storici naturali, bibliotecari, critici, antiquari e filologi, retorici, poetici, grammatici e lessici, miscellanei. Questo impianto documenta e testimonia la natura enciclopedica, universale e polidisciplinare dei periodici bibliografici del XVII e XVIII sexolo. 

## Periodici e Bibliografia
Il legame tra periodici e Bibliografia fu evidente sin dalla nascita del nuovo genere pubblicistico. In particolare, la funzione di ragguaglio delle novità librarie colloca queste riviste nell'alveo degli strumenti che espletarono un servizio di informazione bibliografica corrente. Nonostante quindi le differenti finalità rispetto alle tradizionali bibliografie retrospettive note come Bibliothecae, il legame tra queste due forme di repertoriazione e segnalazione documentaria è molto forte. 

Un altro punto di contatto emerge dalla volontà, insita in molti periodici, di individuare una tradizione letteraria comune in cui riconoscersi. In questo senso, il Journal des Sçavans fu riconosciuto come primo capostipite dei giornali culturali e letterari; tuttavia, non mancarono tentativi di accostamento con la tradizione bibliografica passata e remota, con richiami alle esperienze di Conrad Gesner (1516-1565) e Fozio di Costantinopoli (820 ca. - 893). Nella Introduzione del Giornale de’ letterati d’Italia si legge che 
Sì commendata intrapresa ebbe principio l’anno 1665 in Parigi. Vero è, che affatto nuovo non era il parlare del contenuto de’ libri nel farne il registro. Dato n’aveano qualche saggio talvolta alcuni bibliografi nel secolo XVI, come Antonfrancesco Doni e Corrado Gesnero; e Fozio, a tempi addietro, nella celebrata sua Biblioteca proposto n’avea l’esemplare. Quest’insigne scrittore, che fiorì nel IX secolo, dando contezza al fratello Tarasio de’ volumi dopo certo tempo letti da lui, fa di essi così pienamente il ristretto, e ne dà così partitamente il giudizio, che in molti luoghi potrebbe dirsi il preciso modello de’ giornalisti. Questi però, in oltre, vi aggiunsero il far ciò de’ libri nuovi, e’l venirlo facendo di tempo in tempo. 
Ancora, nel Giornale de’ letterati pubblicato nel 1742 a Firenze, si riporta che
L’invenzione dei giornali comunemente si attribuisce al signor Dionisio Sallo, consigliere ecclesiastico del parlamento in Parigi. Noi ben sappiamo, che Costantino Wolfio ha intrapreso di togliere questa gloria ai francesi per rivestirne il Patriarca Fozio scrittore tanto celebre del IX secolo, e che il Sig. de la Bizardiere, e forse il Sig. Juncker al parere di alcuni, hanno sostenuto la di lui opinione. Ma i dotti autori degli atti di Leipsik, i giornalisti eruditi di Trevoux, i collettori del Giornale dei letterati d’Italia, lo Struvio, ed altri moltissimi, che il rammentar non sa d’uopo, con sode e convincenti ragioni hanno restituito la dovuta gloria al giornalista francese. E in fatti il dotto Patriarca di Costantinopoli chiamato a ragione padre di tutti i critici niun altro fine si propose nella sua Biblioteca, se non quello di formare un succinto giudizio di quei molti libri, che letti aveva nel corso della sua ambasciata in Assiria, e dai quali tratti avevane i migliori frammenti: avendo mira al vantaggio del suo fratello Tarasio, o all’utilità propria, e al sussidio di sua memoria; li giornalisti poi non osservano questo metodo, né si prefiggono un simil fine. Parlano essi dei libri dati di fresco alla luce […]; in quei soli libri prolissamente si trattengono, che stimano più utili per il pubblico […]. Dal fin qui detto ciascuno potrà dedurre, che Fozio non debba chiamarsi padre dei giornalisti […]. Che se al greco scrittore non si compete il nome di primo autor dei giornali, molto meno si dovrà un tale encomio a Filone Biblio rammentato da Suida, a Conrado Gesnero, a Giovan Giacomo Frisio, a Pietro Lambecio, ed altri, che pubblicando catalogi di libri, ammassando alcune sparse memorie di letteratura, e inserendo nelle medesime qualche loro succinto giudizio, molto si dilungarono dal sincero carattere di giornalista.
Dal Nuovo giornale de’ letterati d’Italia si ha questa testimonianza:
Quale immensa perdita di tempo non si farebbe dai dotti, se non avessero, chi loro pubblicamente annunziasse, quali delle tante opere, ch’escono, degne sieno di esser lette, quali no, e quali fra esse, e in qual parte, di cose nuove arricchiscano la soda letteratura? […] La prima idea di codeste opere deesi a Fozio nella sua Biblioteca, dove scrivendo al suo Fratello Tarasio in chiara e precisa maniera gli dà contezza di tutti i libri più recentemente letti da lui. Nel secolo decimo sesto si cominciarono a vedere sul medesimo gusto le Biblioteche di Anton Francesco Doni, e di Corrado Gesnero, ed i Catalogi di Francfort somministrarono ancor essi qualche idea de’ Giornali, dando notizia de’ libri nuovi con aggiungervi brevi estratti. Tuttavia il primo Giornale, che uscisse fuori, è si fu quello dei Dotti in Parigi l’anno 1665, ed è cosa da non tacersi […]. 
Il richiamo ad alcune delle esperienze più significative della Storia della Bibliografia è sempre presentato in un’ottica distintiva, teso a ribadire la novità del nuovo servizio di informazione. Ma proprio questo tentativo di differenziazione porta a galla delle innegabili affinità tra i due ambiti. Diversamente dai bibliografi, «i giornalisti propongono estratti e non scarne descrizioni di libri, ma indubbiamente lo stesso oggetto è al centro dell’interesse di entrambi e uno è l’orizzonte nel quale si colloca la loro attività: quello, appunto, della notitia librorum».

Un altro aspetto da considerare è il ruolo di mediazione e guida svolto dai periodici bibliografici. Una tematica più volte toccata dagli autori di queste testate fu proprio il difficile rapporto esistente tra i letterati e la crescente attività editoriale del tempo:
Nascono è vero presentemente più libri in un anno, che anticamente in un secolo: e il numero è ormai tanto, che quando anche si cessasse di scriver più, la posterità si disperarebbe nel dar fondo alle librarie. Ma non corrisponde già al numero il valore e la forza […]. Gli studiosi, ingannati tante volte da’ titoli, e dalle promesse de’ libri, giungono a non credere a que’ pochi boni, da quale ne ritrarrebono profitto. 
Al fine di contrastare l’inganno dei titoli, giornali e riviste bibliografiche cercarono di offrire una guida e un aiuto mediando tra la crescente produzione editoriale e il pubblico colto. L'estratto librario, in particolare, metteva il letterato nella posizione di farsi un'idea sul contenuto di un'opera, e valutare attentamente la sua utilità, con risparmio di tempo, risorse ed energie. Ciò, tuttavia, non impedì la manifestazione di pratiche sleali e scorrette come quelle messe in atto da Giovan Pellegrino Dandi che, abilmente, falsificò molti dati bibliografici, al punto da inventare opere ed autori.

## Elenco dei periodici bibliografici italiani del XVII e XVIII secolo
Di seguito si propone una lista dei periodici bibliografici italiani del Seicento e del Settecento, redatta sulla base di alcune fonti e studi di riferimento.
- Giornale de’ letterati (Roma, 1668-1675)
- Giornale de’ letterati (Roma, 1675-1681)
- Giornale de’ letterati (Roma, 1675-1679)
- Giornale veneto de’ letterati (Venezia, 1671-1690)
- Giornale de’ letterati (Parma, 1686-1690)
- Giornale de’ letterati (Rimini, 1688)
- Giornale de’ letterati (Ferrara, 1688-1689)
- Giornale de’ letterati (Modena, 1690-1697)
- Giornale de’ letterati (Ferrara, 1690-1691)
- Galleria di Minerva (Venezia, 1696-1717)
- Gran Giornale de’ letterati (Forlì, 1701-1704)
- Genio de’ letterati (Forlì, 1705-1726)
- Fasti del gran Giornale letterario (Parma-Faenza, 1706-1715)
- Giornale de’ letterati d’Italia (Venezia, 1710-1740)
- Supplementi al Giornale de’ letterati d’Italia (Venezia, 1722-1726)
- Giornale de’ letterati oltramontani (Venezia, 1722-1759)
- Foglietti letterarj (Venezia, 1723-1726)
- Estratti de’ Giornale eruditi d’Europa (Venezia, 1723-1724)
- Galleria di Minerva riaperta (Venezia, 1724-1725)
- Gran giornale di Europa (Venezia, 1725-1726)
- Storia letteraria di Europa (Venezia, 1726-1727)
- Giornale de’ letterati d’Europa (Venezia, 1727-1728)
- Raccolta di opuscoli scientifici e filologici (Venezia, 1728-1757)
- Novelle della repubblica delle lettere (Venezia, 1729-1733)
- Novelle della repubblica letteraria (Venezia, 1734-1761)
- Osservazioni letterarie (Verona, 1737-1740)
- Novelle letterarie (Firenze, 1740-1791)
- Giornale de’ letterati (Firenze, 1742-1753)
- Giornale de’ letterati (Roma, 1742-1760)
- Giornale de’ letterati (Pisa, 1757-1762)
- Storia letteraria d’Italia (Venezia, 1750-1753; Modena, 1754-1755; Venezia, 1755-1759)
- Memorie per servire all’istoria letteraria (Venezia, 1753-1758)
- Nuova raccolta d’opuscoli scientifici e filologici (Venezia, 1755-1787)
- Saggio critico della corrente letteratura straniera (Venezia, 1756-1758)
- Nuove memorie per servire all’istoria letteraria (Venezia, 1759-1761)
- Biblioteca di varia letteratura straniera antica e moderna (Modena, 1761; Venezia, 1764)
- Annali letterari d’Italia (Venezia, 1762-1764)
- Biblioteca antica e moderna di storia letteraria (Pesaro, 1766-1768)
- L’Europa letteraria (Venezia, 1768-1773)
- Giornale de’ letterati (Pisa, 1771-1796)
- Nuovo giornale de’ letterati d’Italia (Modena, 1773-1790)
- Gazzetta universale (Venezia, 1775-1811)
- Bibliografia generale corrente d’Europa (Cesena, 1779-1781)
- Giornale letterario (Venezia, 1780-1784)
- Giornale enciclopedico di letteratura italiana e oltremontana (Firenze, 1780-1783).